# Введенское (Мишкинский район)
Введенское — село в Мишкинском районе Курганской области России. Административный центр Введенского сельсовета.

## География
Село находится в западной части Курганской области, в лесостепной зоне, на берегах реки Юргамыш, на расстоянии примерно 9 километров (по прямой) к востоку-юго-востоку (ESE) от Мишкина, административного центра района. Абсолютная высота — 138 метров над уровнем моря.
Климат
Климат характеризуется как континентальный, с недостаточным увлажнением, холодной малоснежной зимой и тёплым сухим летом. Среднегодовая температура воздуха — 2,1 °С. Средняя максимальная температура воздуха самого тёплого месяца (июля) составляет 23 — 26 °C. Безморозный период длится в течение 115—119 дней в году. Среднегодовое количество атмосферных осадков составляет 370—380 мм.
Часовой пояс
Село Введенское, как и вся Курганская область, находится в часовой зоне МСК+2. Смещение применяемого времени относительно UTC составляет +5:00.

## История
До 1917 года центр Введенской волости Челябинского уезда Оренбургской губернии. По данным на 1926 год состояло из 467 хозяйств. В административном отношении являлось центром Введенского сельсовета Мишкинского района Челябинского округа Уральской области.

## Население
| 1989 | 2002 | 2010 |
| ---- | ---- | ---- |
| 895  | ↘771 | ↘595 |

По данным переписи 1926 года в селе проживало 2085 человек (936 мужчин и 1149 женщин), в том числе: русские составляли 99 % населения.
Гендерный состав
По данным Всероссийской переписи населения 2010 года в гендерной структуре населения мужчины составляли 44,7 %, женщины — соответственно 55,3 %.
Национальный состав
Согласно результатам Всероссийской переписи населения 2002 года, в национальной структуре населения русские составляли 96 % из 771 чел.